# Vesna Despotović
Vesna Despotović (nacida el 18 de abril de 1961 en Kragujevac, Yugoslavia) es una exjugadora de baloncesto serbia. Consiguió 2 medallas en competiciones oficiales con Yugoslavia.